# 阿氏隱燈眼鯛
阿氏隱燈眼鯛，為輻鰭魚綱金眼鯛目燧鯛亞目燈眼魚科的其中一種，分布於中西大西洋的大安地列斯群島及開曼群島海域，棲息深度25-200公尺，本魚頭大、眼大，眼下具有一發光器官，體黑棕色，發官器官淺黃色，背鰭硬棘2-4枚，背鰭軟條14枚，臀鰭硬棘3枚，臀鰭軟條10枚，體長可達12.5公分，棲息在陡直的礁石區，可做為觀賞魚。